# Me’ir Szalew
Me’ir Szalew (hebr. מאיר שלו, ang. Meir Shalev (ur. 29 lipca 1948 w Nahalal, zm. 11 kwietnia 2023 w Allone Abba) – izraelski pisarz. Był synem jerozolimskiego poety Jicchaka Szalewa.

## Biografia
Po ukończeniu psychologii na Uniwersytecie Hebrajskim w Jerozolimie Szalew rozpoczął pracę jako redaktor programów radiowych i telewizyjnych. Prowadził m.in. program Erew Szabat (Wieczór szabatowy) w izraelskim Programie 1.
W Izraelu znany jest jako autor wielu książek dla dzieci oraz komentator weekendowego wydania dziennika Jedi’ot Acharonot.
W Polsce dotychczas wydano jego pierwszą powieść Rosyjski romans, opowiadającą dzieje pionierskiej osady rolniczej z początków Państwa Izrael, a także powieść Chłopiec i gołąb, przedstawiającą historię dwóch wątków miłosnych – jeden rozgrywa się w 1948 r., w czasie wojny o niepodległość Izraela, drugi wątek toczy się w czasach obecnych. W 2011 r. ukazała się autobiograficzna powieść Moja babcia z Rosji i jej odkurzacz z Ameryki, przedstawiająca dzieje rodziny autora.

## Nagrody
- Juliet Club Prize (Włochy)
- Chiavari (Włochy)
- Entomological Prize (Izrael)
- WIZO Prize (Francja, Izrael, Włochy)
- Brenner Prize, (Izrael) najwyższe literackie wyróżnienie za Chłopiec i gołąb

## Twórczość
- 1982 Chaim i potwór jerozolimski (hebr. Ha-Jeled Chajm we-ha-Miflecet Mi-Jruszalaim)
- 1985 Teraz Biblia (hebr. Tanach Achszaw), książka zawierająca osobiste interpretacje historii zawartych w Hebrajskiej Biblii, opublikowana początkowo w odcinkach w gazecie Haaretz
- 1988 Tato mnie zawstydza (hebr. Aba Ose Buszot)
- 1988 Rosyjski romans ISBN 83-7495-857-8 (hebr. Roman Rusi)
- 1990 Wesz Nechama (hebr. Ha-Kinah Nechama)
- 1991 Ezaw (hebr. Esaw)
- 1993 Jak ludzie pierwotni przypadkiem wynaleźli kebab (hebr. Eich Ha-Adam Ha-Kadmon Himci Legamrei Be-Mikre Et Ha-Kabab Ha-Romani)
- 1995 Głównie o miłości (hebr. Be-Ikar Al Ahawa)
- 1995 Jego dom na pustyni (hebr. Be-Bejto Ba-Midbar)
- 2006 Chłopiec i gołąb ISBN 83-7495-865-3 (hebr. Jona We-Naar)
- 2008 Na początku – Pierwsi w Biblii (hebr. Peamim Riszonot Ba-Mikra)
- 2010 Moja babcia z Rosji i jej odkurzacz z Ameryki ISBN 83-7758-085-1 (hebr. Ha-Dawar Haja Kacha)